# Основно училище „Св. св. Кирил и Методий“ (Велики Преслав)
Основно училище „Св. св. Кирил и Методий“ е основно училище в град Велики Преслав, разположено на адрес: ул. „Симеон Велики“ № 27. Директор на училището е Стела Петрова.

## История
То е наследник на класното училище, създадено през 1882 година. През 2007 година ОУ „Св. св. Кирил и Методий“ отбеляза 125-годишен юбилей от основополагането на образованието в града.

## Условия
Към 2020 година училището разполага с 18 кабинета кабинетите по английски език , български език са съвременно обзаведени със електронна дъска, от които две съвременно оборудвани компютърни зали, обновен физкултурен салон. В тях се обучават и възпитават 433 ученици, разпределени в 14 паралелки. Колектив от 32 висококвалифицирани педагози и 9 служители са призвани да следват най-добрите практики в средното образование, да създават ново поколение личности с потенциал с активно участие в гражданското общество.